# 16266 Джоконнел
16266 Джоконнел (16266 Johconnell) — астероїд головного поясу, відкритий 7 травня 2000 року.
Тіссеранів параметр щодо Юпітера — 3,243.